# Onthophagus nebulosus
Onthophagus nebulosus es una especie de insecto del género Onthophagus, familia Scarabaeidae, orden Coleoptera.

## Historia
Fue descrita científicamente por Reiche en 1864.